# Duarte de Eça
Duarte de Eça (c. 1480 - 15??) foi um administrador colonial português.

## Biografia
D. Duarte de Eça era filho primogénito de D. Vasco de Eça e de sua mulher Guiomar da Silva.
Foi Capitão das Molucas, Capitão de Goa e Capitão-General do Ceilão em 1551, aliás, de 1552 a 1553, na sucessão de Diogo de Melo Coutinho. Prosseguiu a má governação anterior, com latrocínios e extorsões que alienaram as últimas simpatias dalguns Soberanos locais pelos Portugueses.
Morreu solteiro na Índia e parece que deixou uma filha natural.